# Bicentenario de Bolivia
El Bicentenario de Bolivia tuvo como fecha el 6 de agosto de 2025. Su celebración conmemoró los 200 años de la firma de la declaración de independencia de Bolivia. Como parte de los actos por el bicentenario, el 31 de agosto de 2022 se lanzó oficialmente la campaña del Bicentenario de Bolivia en las 9 capitales departamentales del país. De manera excepcional, se declaró feriado nacional tanto el 6 como el 7 de agosto, a diferencia de otros años en los que solo el 6 de agosto es considerado día festivo.

## Historia

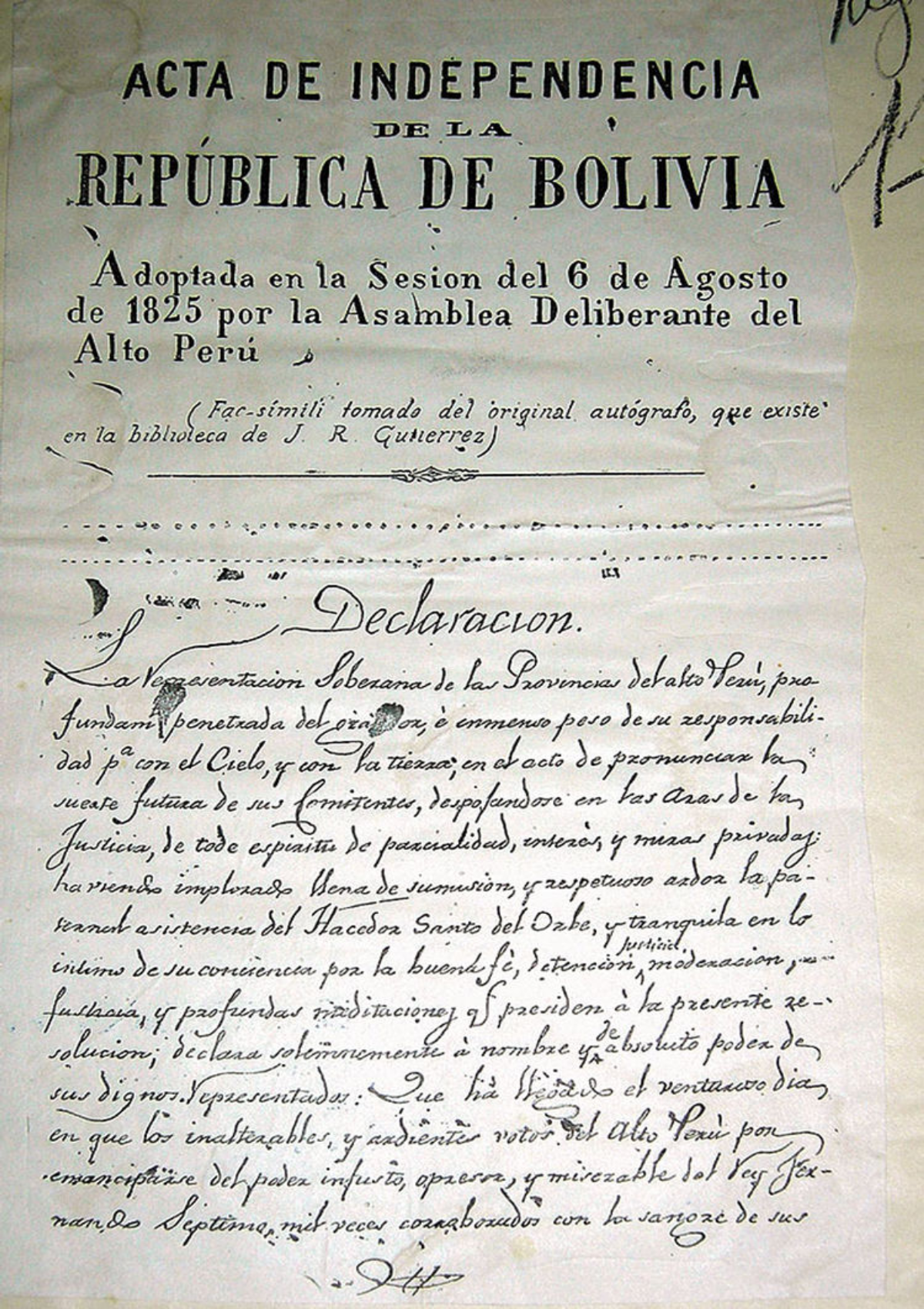
Acta de independencia de la República de Bolivia.

La Revolución de Chuquisaca fue el levantamiento popular contra el gobernador intendente de la ciudad de Chuquisaca, actualmente conocida como Sucre, producido el 25 de mayo de 1809. La Real Audiencia de Charcas, con el apoyo del claustro universitario y sectores independentistas, destituyeron al gobernador y formaron una junta de gobierno. 
El movimiento, fiel en principio al rey Fernando VII de España, fue justificado por las sospechas de que el gobierno planeaba entregar el país a la infanta Carlota Joaquina de Borbón, pero desde los comienzos sirvió de marco para el accionar de los sectores independentistas que propagaron la rebelión a La Paz, donde estalla el primer grito libertario de Bolivia y los rebeldes constituyen  una   Junta Tuitiva. Este radical movimiento es reprimido violentamente y el de Chuquisaca fue finalmente deshecho.
La independencia de Bolivia fue oficialmente proclamada el 6 de agosto de 1825 en un Congreso celebrado en la ciudad de Chuquisaca (actual Sucre).

## Preparativos
Durante el año 2009 la ciudad de La Paz fue declarada Capital Iberoamericana de la Cultura. La ciudad de La Paz festeja la segunda fiesta más importante del bicentenario boliviano.
El 17 de noviembre de 2020 el presidente Luis Arce promulgó la Ley N.º 1347, también conocida como la Ley del Bicentenario de Bolivia. En esta ley se declararon los años 2020 a 2025 como el quinquenio de preparativos del bicentenario de la fundación de Bolivia.
El 2 de enero de 2025 se promulgó el Decreto Supremo N.º 5307, que declara oficialmente el «2025 Bicentenario de Bolivia». Esta norma establece lineamientos como el embanderamiento general durante todo el año y acciones conmemorativas culturales, educativas y cívicas en todo el país.

## Actos conmemorativos
Bolivia dio inicio a las celebraciones de su Bicentenario la medianoche del 1 de agosto de 2025 con actos simultáneos en los nueve departamentos del país, que incluyeron la entonación del Himno Nacional y fuegos artificiales. La ceremonia central en El Alto marcó el comienzo de una agenda nacional de homenajes y actividades cívicas, con un enfoque especial en la ciudad de Sucre, la capital de Bolivia.
El 31 de julio, en la plaza 25 de Mayo de Sucre, se realizó un acto ceremonial con el traslado del Acta de la Independencia desde el Concejo Municipal hasta el frontis de la Casa de la Libertad. La ceremonia rememoró el lugar y la fecha en que se proclamó la independencia de Bolivia el 6 de agosto de 1825.

## Legado bicentenario
Obras, proyectos y programas del gobierno destacados que se proyectan para 2025 son:
- 5 Casas de la Memoria en los departamentos de La Paz, Chuquisaca, Santa Cruz, Cochabamba y Oruro[8]
- Planta Siderúrgica de El Mutún

### Aportes culturales conmemorativos

Logo de la Biblioteca del Bicentenario de Bolivia (BBB).

Como parte de las celebraciones por el Bicentenario, se han impulsado diversas iniciativas culturales en todo el país con el objetivo de preservar y difundir el patrimonio histórico, artístico y literario de Bolivia.
Entre estas destaca la Biblioteca del Bicentenario de Bolivia (BBB), un proyecto editorial impulsado por el Estado boliviano con motivo del Bicentenario, que prevé la publicación de 200 obras fundamentales para comprender la historia, cultura y sociedad del país. Las obras, seleccionadas por un comité editorial de especialistas, intelectuales e investigadores, abarcan cuatro siglos de producción escrita relacionada con Bolivia y se publican en formato impreso y digital de acceso libre. El proyecto, liderado por el Centro de Investigaciones Sociales de la Vicepresidencia, sigue una línea de continuidad con iniciativas editoriales anteriores como la Biblioteca del Sesquicentenario.
Asimismo, se reabrió el Centro Cultural Museo Marina Núñez del Prado en La Paz, tras dos décadas de cierre, con una exposición permanente dedicada a la vida y obra de la reconocida escultora boliviana. El espacio, que depende de la Fundación Cultural del Banco Central de Bolivia (FCBCB), cuenta con 12 salas que combinan elementos patrimoniales y modernos.
Otro homenaje simbólico fue la inauguración del monumento a la generala Juana Azurduy en la plaza 25 de Mayo de Sucre, el 4 de agosto, una obra del escultor Rolando Porcel. La escultura busca reivindicar el papel de las mujeres y de los guerrilleros, héroes populares,en la historia nacional.
Asimismo, el Banco Central de Bolivia (BCB) presentó en Sucre un billete y tres monedas conmemorativas por el Bicentenario, como homenaje a la historia, los símbolos y los héroes del país. El billete, fabricado en polímero con tecnología de última generación, presenta imágenes del Illimani, el salar de Uyuni, el bufeo, ocho próceres de la independencia y otros elementos representativos del patrimonio nacional. Las monedas de colección, una de oro con la imagen de la Casa de la Libertad y otra de plata con la Casa de la Moneda, son de edición limitada y alta pureza. Además, se lanzó una nueva moneda de curso legal de dos bolivianos, con una emisión de 13 millones de unidades, como un símbolo de unidad nacional. El diseño de estas piezas fue producto de un trabajo multidisciplinario entre artistas, historiadores y profesionales, con el fin de dejar un legado conmemorativo para las futuras generaciones.
El mismo día se presentó en Sucre el libro La Historia de Bolivia en su Bicentenario, una obra de más de 750 páginas que abarca desde las civilizaciones originarias hasta la actualidad, estructurada en seis ejes temáticos. La publicación fue elaborada por equipos multidisciplinarios de distintas regiones del país como un aporte a la memoria histórica colectiva. Mientras tanto, el Banco de Crédito de Bolivia (BCP) y el periódico Correo del Sur presentaron el libro 200 años de tinta, papel e historia, una obra que recorre la historia del país a través de portadas de periódicos desde 1823 hasta 2025. La publicación, elaborada con el apoyo de historiadores, periodistas y el Archivo y Biblioteca Nacionales de Bolivia (ABNB), destaca el papel de la prensa escrita como testigo y narradora de los acontecimientos históricos y sociales de Bolivia. La edición de lujo fue presentada en Sucre, mientras que una versión popular será distribuida como parte de la Colección Bicentenario, junto con otras dos obras conmemorativas.
Finalmente, el 5 de agosto de 2025 se presentó el libro Segundo Centenario de Bolivia, escrito por Magdalena Cajías como parte de la colección de 200 títulos del Centro de Investigaciones Sociocomunitarias (CIS).

### Promoción turística
En el marco del Bicentenario, el Gobierno de Bolivia impulsó el programa «200 años, 200 destinos turísticos», que buscó identificar, calificar y promocionar 200 lugares representativos de la diversidad natural y cultural del país. Los 20 destinos con mayor proyección internacional serían seleccionados para promoción global, como parte de una estrategia interinstitucional orientada a fortalecer el turismo en 2025.

## Reconocimiento internacional
La Organización de los Estados Americanos (OEA) aprobó en junio de 2025 una resolución en respaldo a la conmemoración del Bicentenario de la Independencia de Bolivia, destacando su importancia como evento de memoria histórica y celebración colectiva a nivel hemisférico. La canciller boliviana Celinda Sosa agradeció el apoyo unánime de los Estados miembros e invitó a participar en los actos oficiales.
Como parte de las celebraciones, se anunció que 15 monumentos emblemáticos del mundo, incluyendo la Torre Eiffel y el Cristo Redentor, serán iluminados con los colores de la bandera boliviana. Entre ellos se encuentran también el Council House y el Puente Trafalgar en la ciudad de Perth, varios sitios emblemáticos de la ciudad de Brisbane en Australia y la Fuente de Cibeles en Madrid. Asimismo, tuvo la participación de delegaciones de al menos 42 países, incluyendo jefes de Estado como la presidenta de Honduras y el presidente de Paraguay, así como altos representantes de países como México, Ecuador, Angola, Arabia Saudita, India y China.
También estuvieron presentes delegados de organismos internacionales como la ONU, la FAO, la Unesco, la CAF, la OMS, la OPS, el Banco Mundial, la OEI y el ALBA-TCP.
Por su parte, el papa León XIV envió un mensaje de felicitación al pueblo boliviano a través de la Confederación Episcopal Boliviana (CEB), expresando sus buenos deseos y bendiciones. El mensaje incluyó una invocación a la Virgen de Copacabana y un llamado a la paz, la prosperidad y la convivencia fraterna en el país.